# Botta's vleermuis
De Botta's vleermuis (Cnephaeus bottae)  is een zoogdier uit de familie van de gladneuzen (Vespertilionidae). De wetenschappelijke naam van de soort werd voor het eerst geldig gepubliceerd door Peters in 1869.